# 엠마 (소설)

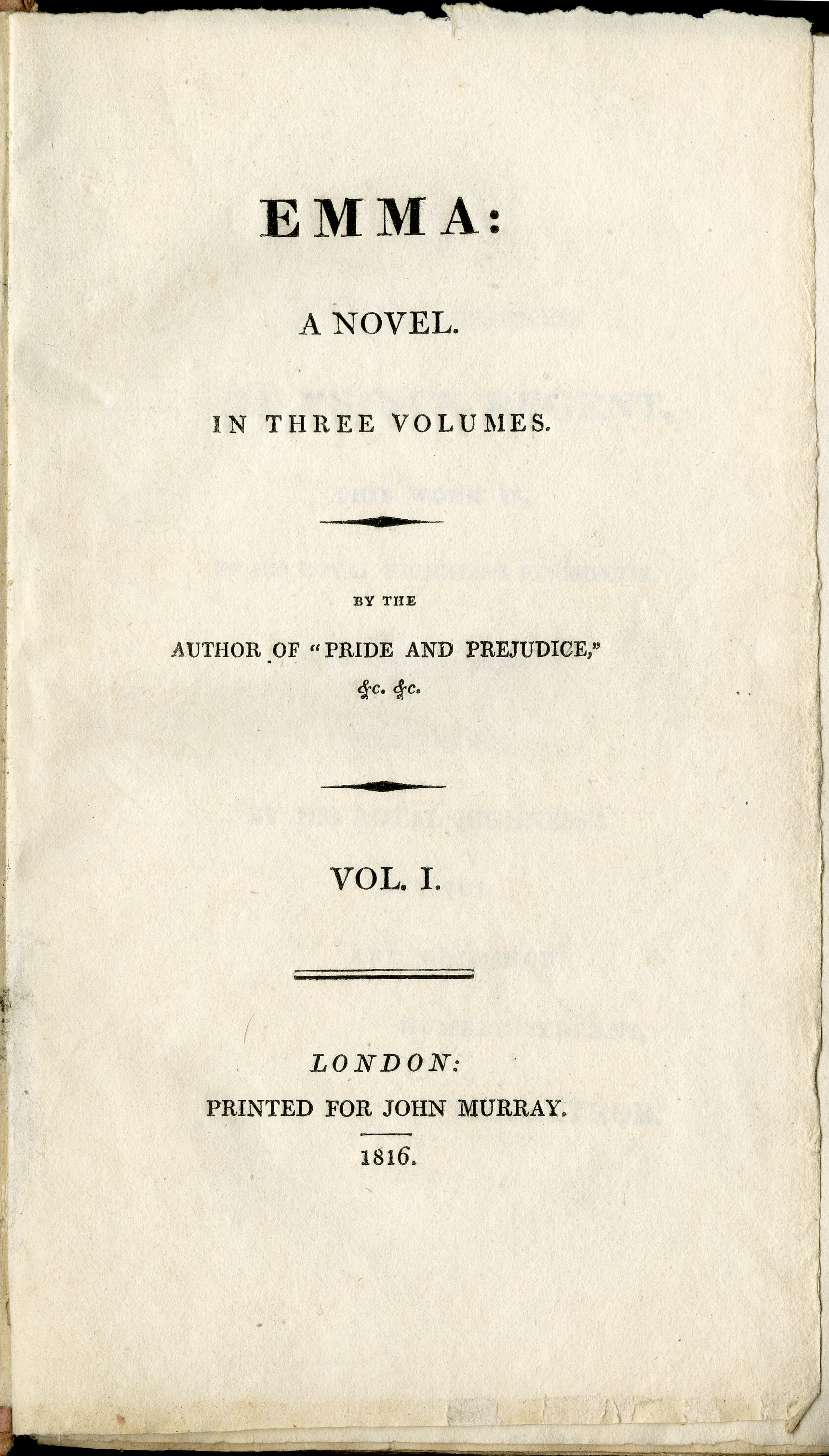

《엠마》(Emma)는 제인 오스틴이 쓴 소설이다.

## 작품소개
오스틴의 다른 작품들보다 특히 사회적 묘사가 풍부하고 다양한 인물들이 등장하며 당대의 삶을 충실하게 보여주는 소설이다.
에마는 유한계급의 철없는 아가씨다. 부유한 집안 덕분에 세상에 부러울 것이 없고, 고민거리라고는 고작해야 무료하고 권태로운 시간을 어떻게 보낼까 하는 것이다. 그러던 그녀는 어린 시절부터 16년간 한 가족처럼 지내던 테일러 양이 웨스턴 씨와 결혼하자 그 결혼이 자기가 주선한 덕분이라고 확신하고, 남들의 결혼을 주선하는 일을 최고의 재미로 삼게 된다. 때마침 사생아인 해리엇 스미스를 알게 되어 그녀에게 관심을 쏟으며 마치 인형놀이 하듯이 그녀를 그럴듯한 신사와 결혼시키려는 계획을 세우기에 이른다.
《에마》는 자기의 오만함을 통찰해 내고 자신의 감정에서조차 진실을 아는 것이 얼마나 어려운 일인지를 깨달아 가는 한 인물을 통해 보다 철학적인 문제를 제기하는 소설이다. 이 소설의 화자가 말하듯이, “완벽한 진실이 인간에게 밝혀지는 일은 거의 없고, 어떤 일에 약간 속지 않거나 착각하지 않는 경우도 거의 없다.” 인간이라면 누구나 겪을 수 있는 자기기만과 미혹을 에마라는 인물을 통해 선명해 드러내 보인 이 소설에서 제인 오스틴은 자기기만과 착각이라는 소재를 다루면서도 인간의 약점이나 결함을 파헤치고 폭로하는 데에 그치지 않고 그러한 기만을 조롱하면서도 따뜻하게 포용하는 작가 정신을 발휘한다. 사회적 편견이나 속물적인 고정관념의 “온갖 결함을 가진” 문제적인 인물 에마 우드하우스가 나이틀리의, 나아가 작가의 사랑을 듬뿍 받을 수 있었던 것은 소설의 여러 부분에서 드러나듯 그녀가 타고난 선의와 올바른 심성을 갖고 있기 때문일 것이다. 《에마》는 주변 인물들과의 관계를 통해 본인이 가진 결함을 극복하고 숨겨져 있던 스스로의 소중한 자질을 발현시켜 더 나은 인간으로 성장하는 한편의 성장소설이다.

## 영상화
- 1972년 - TV 시리즈 도런 고드윈 주연.
- 1995년 - 《클루리스》 영화 얼리샤 실버스톤 주연 (번안 작품).
- 1996년 - 영화 귀네스 팰트로 주연.
- 1996년 - ITV TV 영화 케이트 베킨세일 주연.
- 2020년 - 영화 엠마 안야 테일러 조이,자니 플린 주연.

## 서지정보
- 《에마》(25% 발췌), 이미애 역, 지식을만드는지식, 2009년 발행 (ISBN 978-89-6228-398-3)